# Викторија Моне
Викторија Моне Макантс (Џорџија, 1. мај 1989) америчка је певачица и текстописац. У младости је певала у хору и наступала у градском плесном тиму. Од 2014. године има уговор са издавачком кућом Атлантик рекордс, а сарађује са продуцентом Роднијем Џеркинсом. Прво музичко издање Nightmares & Lullabies: Act 1 објавила је 2014. године, а наредне наставак ЕП-а, Nightmares & Lullabies: Act 2. Писала је песме за музичаре као што су Аријана Гранде, Фифт хармони, Нас, Крис Браун и многе друге.

## Биографија
Рођена је у Џорџији, 1. маја 1993. године од мајке афроамериканке и оца Француза, а као дете преселила се у Сакраменто. Као дете била је фасцинирана сценском уметношћу, а највише ју је занимало певање и плес. Прво искуство на позориници имала је када је певала током школских представа. Моне је певала и у хору, у локалној цркви. У време када је била студенткиња, предавала је у два различита плесна студија и вежбала плес са локалном плесном групи Boogie Monstarz, а у то време радила је и у банци. У новембру 2018. године преко свог Твитер налога признала да је бисексуалног опредељења.

## Каријера

### 2012—2015: Писање песама и објављивање микстејпова
Поред тога што се бавила плесом, Моне је размењививала поезију са старијим рођаком и врло брзо се заинтересовала за њу, након чега је почела да пише песме. У међувремену се образовала на пољу музичке продукције, учила и бавила се музиком у локалном студију. Преко интернета упознала је Роднија Џеркинса, музичког продуцента, који ју је позвао да дође у Лос Анђелес на аудицију за женску музичку Purple Reign, коју је он креирао. Група је склопила уговор са издавачком кућом Motown Records, међутим након неког времена њихов уговор је раскинут. Након тога, Монеовој је уговор понудила издавачка кућа Атлантик рекордс. Дана 30. октобра 2014. године, Моне је објавила свој први ЕП под називом Nightmares & Lullabies: Act 1, а 17. јуна 2015. године наставак првог ЕП-а, под назовом Nightmares & Lullabies – Act 2, под окриљем издавачке куће Атлантик рекордс.

### 2016—данас: Објављивање микстејпова и музичка турнеја
Моне се придружила на турнеји женској музичкој групи Фифт хармони, која је започела 25. јула 2016. године. Дана 26. јула 2016. године објавила је сингл Do You Like It. Моне је такође била на турнеји са Аријаном Гранде, а у априлу 2017. године објавила је песму Ready. Трећи ЕП под називом Life After Love, Pt. 1 Монет је објавила 23. фебруара 2018. године на компакт диск формату и за дигитално преузимање, а са ЕП-а се истакао сингл Freak. Четврти ЕП, под називом Life After Love, Pt. 2 Моне је објавила 28. септембра 2018. године. Током турнеје, заједно са Аријаном Гранде објавила је песму Monopoly, 1. априла 2019. године.

### Писање песама
Моне је писала песме за велики број музичара. Године 2010. помогла је у писању песме I Hate That You Love Me, коју је извео Diddy Dirty Money, као и песме Let Me Love You и Thank U, песму Next за Аријану Гранде, Memories Back Then коју је извела група T.I, репери B.o.B и Кендрик Ламар. Написала је и песму Drunk Texting коју је извео Крис Браун, песме Everlasting Love, Them Girls Be Like, Reflection, We Know и No Way које је извела група Фифт хармони. Моне је такође ауторска песама You Wouldn't Understand коју је извео репер Нас, Sin City у изведби GOOD Music-a, песме Visual Love коју је извела Крисет Микеле и песме Live on Tonight групе T.I.

## Дискографија

### ЕП-ови
| Назив                         | Детаљи                                                                                                 |
| ----------------------------- | --- |
| Nightmares & Lullabies: Act 1 | - Датум објављивања: 30. октобар 2014. - Издавачка кућа: - Формат: дигитално преузимање                |
| Nightmares & Lullabies: Act 2 | - Датум објављивања: 17. јун 2015. - Издавачка кућа: - Формат: дигитално преузимање                    |
| Life After Love, Pt. 1        | - Датум објављивања: 23. фебруар 2018. - Издавачка кућа: - Формат: компакт диск, дигитално преузимање  |
| Life After Love, Pt. 2        | - Датум објављивања: September 28, 2018 - Издавачка кућа: - Формат: компакт диск, дигитално преузимање |